# Hans Türkheim
Hans Jakob Türkheim (* 23. Juli 1889 in Hamburg; † 27. April 1955 in London) war ein deutsch-britischer Zahnmediziner.

## Leben und Tätigkeit

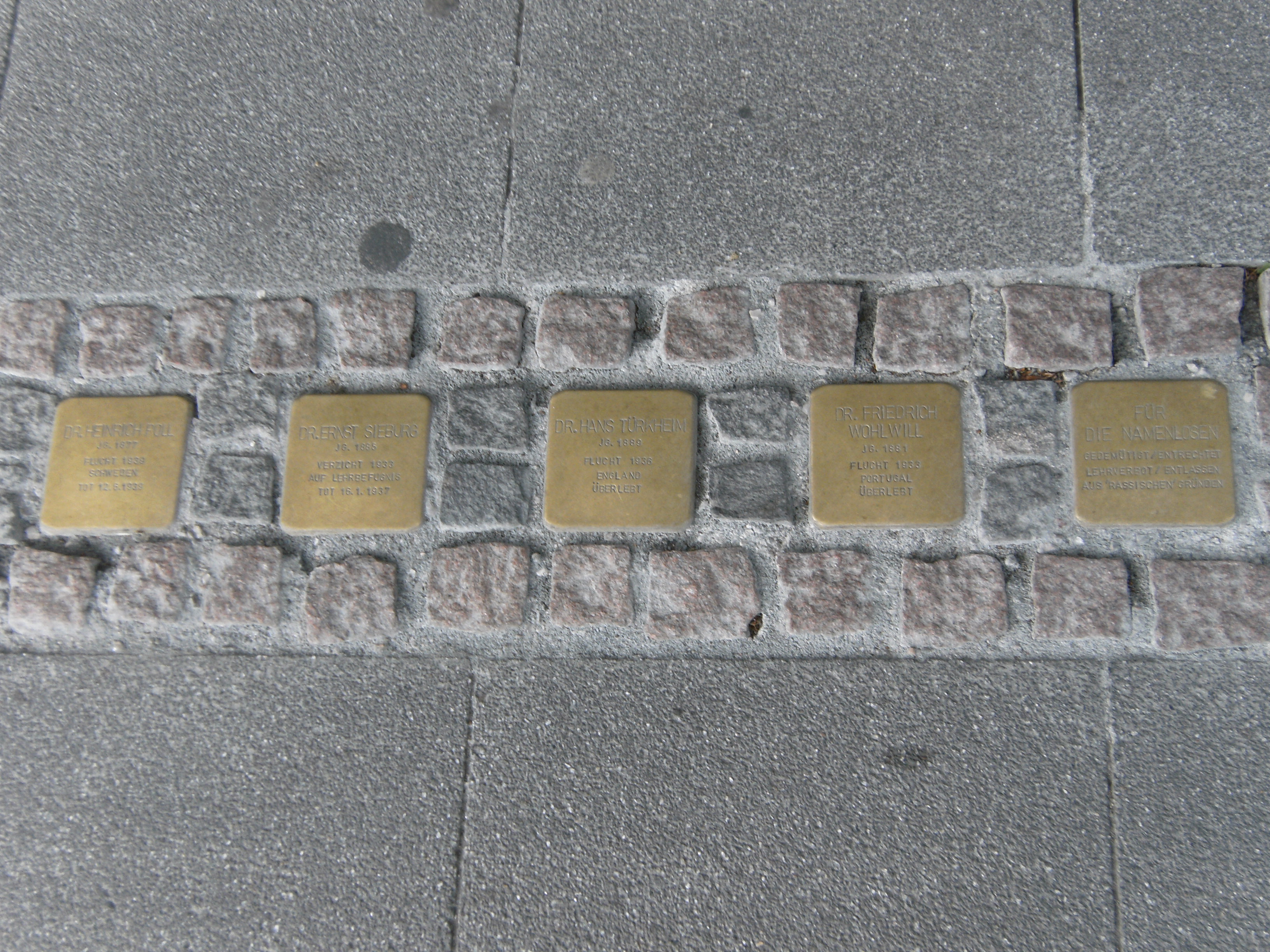
Stolpersteine vor dem Eingang zum Hauptgebäude O 10 des Universitätsklinikums Hamburg, darunter Stolperstein für Hans Türkheim

Von 1921 bis 1933 war Türkheim Privatdozent bzw. außerordentlicher Professor (Extraordinarius) am Zahnärztlichen Institut der Universität Hamburg. Seit 1930 war er dort zugleich Abteilungsleiter.
Nach dem Machtantritt der Nationalsozialisten wurde Türkheim 1933 die Lehrbefugnis entzogen und er emigrierte 1936 nach Großbritannien, wo er eine private Praxis in London eröffnete.
Nach seiner Emigration wurde Türkheim von den Polizeiorganen des nationalsozialistischen Deutschlands als Staatsfeind eingestuft: Um 1938 wurde ihm die deutsche Staatsbürgerschaft entzogen. Im Frühjahr 1940 setzte das Reichssicherheitshauptamt in Berlin ihn dann auf die Sonderfahndungsliste G.B., ein Verzeichnis von Personen, die im Falle einer erfolgreichen deutschen Invasion Großbritanniens durch die Sonderkommandos der SS-Einsatzgruppen mit besonderer Priorität ausfindig gemacht und verhaftet werden sollten.
1951 nahm er seine Lehrtätigkeit in Hamburg wieder auf. Von 1952 bis 1955 lehrte Türkheim als Honorarprofessor erneut an der Hamburger Universität.
Im Jahr 2014 wurde ein Stolperstein zur Erinnerung an Türkheim vor dem Eingang des Hauptgebäudes des Universitätsklinikums Hamburg-Eppendorf verlegt.

## Schriften
- Untersuchungen über das Empfindungsvermögen des Dentins, 1920. (Dissertation)
- Die Sinnesphysiologie der Mundhöhle und der Zähne, 1921. (Habilitation)